# Teucholabis (Teucholabis) circumscripta
Teucholabis (Teucholabis) circumscripta is een tweevleugelige uit de familie steltmuggen (Limoniidae). De soort komt voor in het Neotropisch gebied.